# Lissington
Lissington – wieś i civil parish w Anglii, w hrabstwie Lincolnshire, w dystrykcie West Lindsey. W 2011 roku civil parish liczyła 154 mieszkańców. Leży 6 km na południe od Market Rasen. Lissington zostało wspomniane w Domesday Book (1086) jako Lessintone.